# Zbrodnia w Jasienówce
Zbrodnia w Jasienówce – zbrodnia dokonana przez bojówkę Ukraińskiej Powstańczej Armii na co najmniej 140 mieszkańcach kolonii Jasienówka, położonej w powiecie włodzimierskim województwa wołyńskiego, podczas rzezi wołyńskiej. 
Jasienówka licząca 36 gospodarstw, pomimo posiadania gwarancji bezpieczeństwa ze strony upowców ze wsi Krać, została zaatakowana przez bojówkę UPA. Atak nastąpił 29 sierpnia 1943 roku. Zamordowano co najmniej 137 Polaków oraz kobietę ukraińską z dwójką dzieci, sympatyzującą z Polakami.
Napad na Jasienówkę był częścią większej akcji UPA na zachodzie Wołynia. Tego samego dnia wymordowano inne pobliskie miejscowości polskie.